# North Atlantic Fella Organization

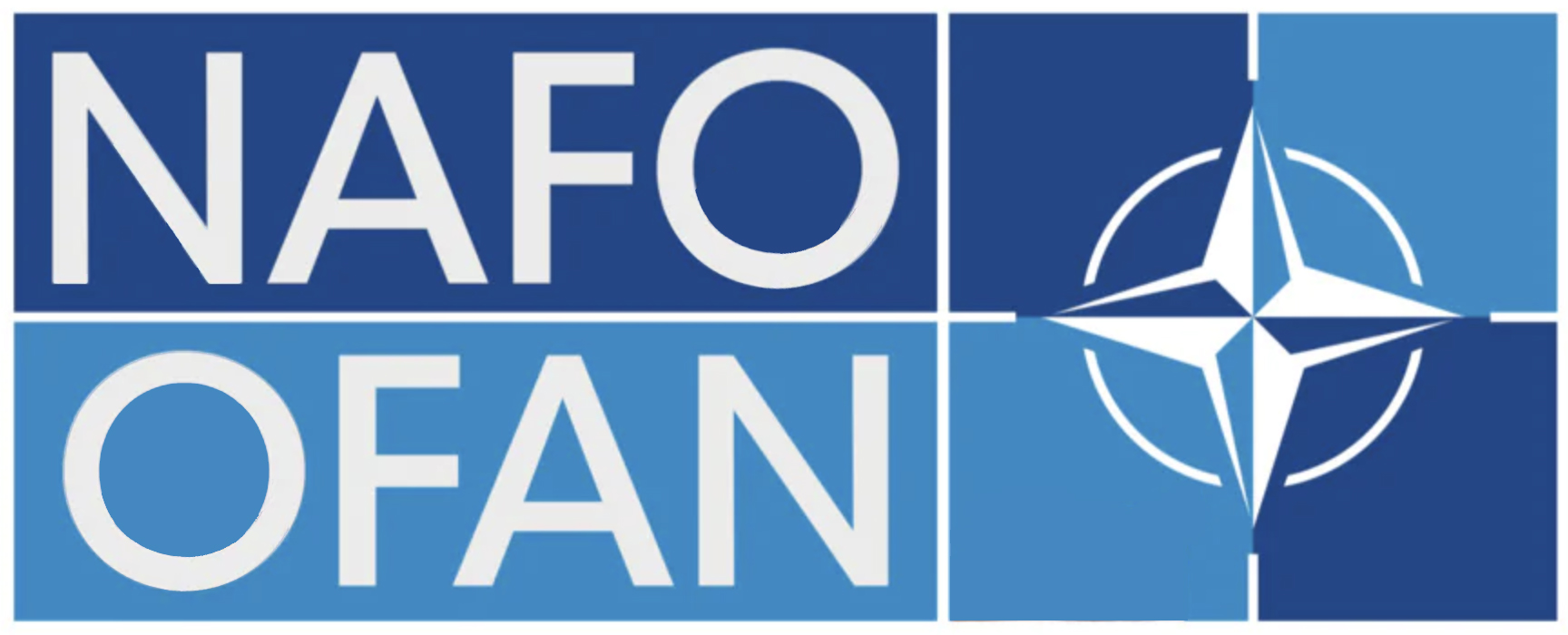
Il logo della NAFO, chiaramente ispirato a quello della NATO.

La North Atlantic Fella Organization (il cui acronimo NAFO nasce da una voluta somiglianza con "NATO", ossia l'acronimo della North Atlantic Treaty Organization) è un movimento nato sui social network dedicato a combattere la disinformazione e la propaganda russa inerente l'invasione condotta dalla Russia ai danni dell'Ucraina a partire dal febbraio 2022. Secondo alcuni osservatori, le iniziative e le azioni condotte da tali movimento possono essere considerate una forma di guerra dell'informazione.
Oltre a pubblicare sui diversi social network commenti irriverenti sulla guerra scatenata dalla Russia e meme che promuovono l'Ucraina o prendono in giro lo sforzo bellico e la strategia russa ("shitposting"), i membri del movimento, la cui mascotte è rappresentata da un cane di razza Shiba Inu derivato dal meme Doge, organizzano di sovente raccolte di fondi destinati all'esercito ucraino o ad altre cause filo-ucraine.
Divenuto oggetto di sempre maggior attenzione da parte dei media, il movimento è stato oggetto sia di critiche dirette da parte di numerosi organi di stampa e personaggi filo-russi, tra cui la portavoce del ministero degli esteri russo, Marija Zacharova, sia di approfondite analisi di media internazionali. Nell'agosto 2022, ad esempio, l'Economist ha osservato che "la superficialità della NAFO oscura il suo ruolo come forma di guerra dell'informazione straordinariamente efficace".

## Storia

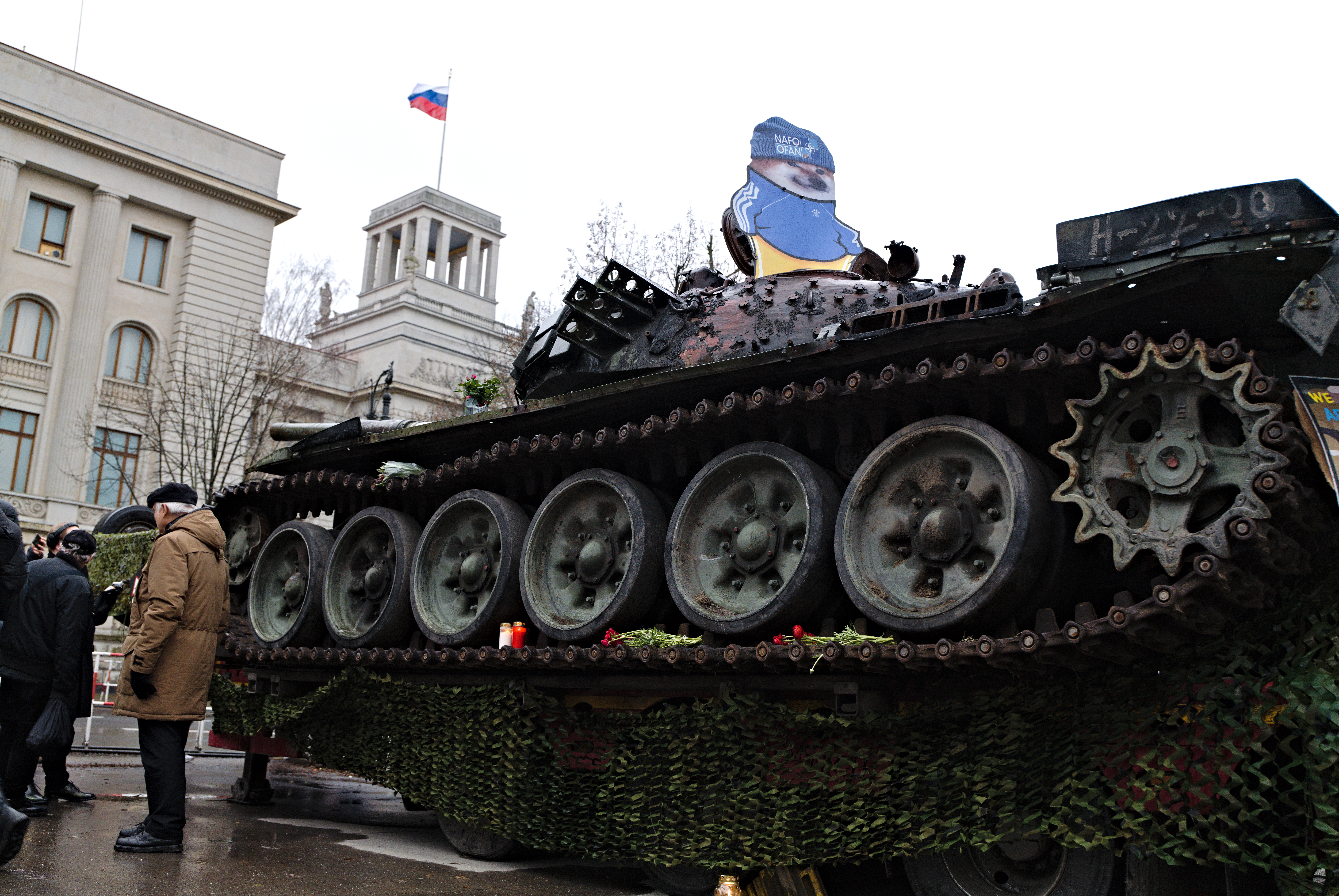
Un carrarmato russo distrutto con sopra la sagoma di un fella, posizionato davanti all'ambasciata russa di Berlino.

Nel maggio 2022, l'artista Kamil Dyszewski, agendo con lo pseudonimo @Kama_Kamilia, cominciò a ritoccare alcune foto degli eventi in corso in Ucraina e delle persone in essi coinvolti, aggiungendovi immagini modificate di una cane di razza Shiba Inu, che diventerà poi il "fella" (che nello slang inglese significa "ragazzo" sebbene il movimento lo consideri un termine di genere neutro) per eccellenza. Poco tempo dopo, in occasione di una delle prime raccolte fondi intraprese dal movimento, creato attorno alla fine di maggio 2022, destinata in particolare al supporto della Legione Georgiana, un'unità militare interamente composta da volontari georgiani facente parte delle Forze armate ucraine, Dyszewski iniziò a realizzare dei fellas personalizzati per tutti coloro che partecipavano, decretando così la definitiva adozione dello Shiba Inu quale mascotte del movimento.
Pochi giorni dopo, la NAFO ha raggiunto la ribalta internazionale quando un gruppo di utenti di Twitter (oggi noto come X) aventi ognuno un avatar rappresentante una cane dei cartoni animati, interagì con il diplomatico russo Michail Ul'janov, già noto per aver accusato gli Stati Uniti d'America di aver creato un "ministero della verità" e per aver rimproverato agli utenti dei social media di aver spacciato notizie false, dopo che questi aveva affermato che l'invasione russa del 2022 era giustificata dal fatto che gli ucraini stessero bombardando gli abitanti del Donbass dal 2014. Quando a questa affermazione l'utente @LivFaustDieJung rispose accusando il diplomatico di voler riscrivere la storia, Uljianov riabattè, in russo: "Sei stato tu a pronunciare questa assurdità. Non io". Quest'ultimo tweet fu letteralmente assediato dagli altri aderenti al movimento, e fu ben presto da essi trasformato un meme da usare come modo rapido e sprezzante di prendere in giro i resoconti delle azioni di guerra scritti da utenti filorussi. Lo stesso Ul'janov, sommerso dai commenti sarcastici, non postò più alcun tweet per due settimane.
Da allora, il movimento ha attirato sempre più utenti e simpatizzanti, con una buona fetta di essi rappresentata, secondo molte testate, da dipendenti in pensione o in servizio attivo delle forze armate ucraine e della NATO, e arrivando a contare a settembre 2022 "decine di migliaia" di aderenti, secondo il quotidiano tedesco Berliner Kurier.
Nel frattempo, al sopraccitato meme se ne sono aggiunto molti altri. Nell'agosto del 2022, ad esempio, in seguito al fallimento delle difese aeree russe nel prevenire un attacco avvenuto il 9 agosto alla base aerea di Saky, in Crimea, l'utente @200_zoka scrisse il tweet "What air defence doing?" (ossia, in un inglese non corretto: "Cosa sta facendo la difesa aerea?"), una frase che verrà poi ripresa innumerevoli volte e declinata in modo da adattarsi a molteplici occasioni nei giorni e negli anni successivi.
Volendo sarcasticamente rispondere ad alcune illazioni apparse sui media secondo cui la NAFO sarebbe stata creata e finanziata dalla CIA, la famosa agenzia di intelligence statunitense, alcuni aderenti al movimento hanno cambiato il proprio avatar su Twitter con il logo stesso della CIA. Peraltro, un'indagine condotta dalla televisione pubblica tedesca ZDF, ha stabilito che le voci secondo cui la NAFO sarebbe supportata dalla CIA sono nate da vari scherzi messi in atto dagli stessi simpatizzanti del movimento.
L'8 luglio 2023, la NAFO ha tenuto il suo primo vertice a Vilnius, la capitale lituana, destinato a coincidere con il vertice NATO in programma a Vilnius nei giorni dell'11 e 12 luglio. L'evento principale del vertice, trasmesso in live streaming, si è tenuto presso il locale notturno Kablys di Vilnius e ha visto la partecipazione di circa 200 persone dal vivo, più altre migliaia collegate da remoto. Tra le numerose personalità politiche di alto profilo che hanno partecipato al vertice, che ha ospitato anche numerose attività di raccolta fondi, si possono citare il ministro degli esteri lituano Gabrielius Landsbergis, che ha inaugurato ufficialmente l'evento, e il primo ministro estone Kaja Kallas che si è collegato in videochiamata.

## Nei media
Come detto, con il tempo la NAFO è stata oggetto di moltissime analisi da parte dei massmediologi di tutto il mondo. 
Secondo Jaime Cohen, esperto di media statunitense, il movimento NAFO è "un vero e proprio evento tattico contro uno stato nazionale", mentre secondo il giornalista anglo-libanese Oz Katerji la NAFO "ha ostacolato i propagandisti russi e facendo al contempo apparire comici e ridicoli" e secondo Vasyl' Myrošnyčenko, ambasciatore ucraino in Australia e Nuova Zelanda, una parte importante della forza della NAFO è costituita dal fatto che essa è un movimento di base di natura decentralizzata.
Volendo evidenziare il potere trainante dei meme realizzati dalla NAFO, il tenente colonnello statunitense Steve Speece, del Modern War Institute di West Point, ha affermato: "I contenuti dei meme condivisi nei canali NAFO... sono quasi esclusivamente in lingua inglese e presumibilmente non sono destinati al pubblico russo ... Questi forum esistono per generare contenuti per l'intrattenimento e lo status dei propri membri. Tuttavia, persino la politica di sicurezza nazionale occidentale è talvolta esplicitamente guidata dalle emozioni, come l'indignazione, coltivate nelle comunità online".
Per quanto riguarda le reazioni russe, commentando gli elogi espressi nei confronti della NAFO dal primo ministro estone Kellas, la già menzionata Marija Zacharova ha affermato: "La NAFO personifica esattamente ciò che l'Unione Europea sembrava combattere fino a poco tempo fa: incitamento all'odio, intolleranza, trollaggio, spam, bullismo e tutte le possibili forme di xenofobia. Ora il Primo Ministro estone sta apertamente inondando questa feccia di internet di gratitudine, anche se sembra che fino a poco tempo fa le democrazie occidentali avanzate fossero in preda ad isterie a causa dei mitici troll pro-Cremlino".
Critiche negative sono arrivate anche da Leonid Volkov, noto attivista politico collaboratore di Aleksej Naval'nyj, il quale ha dichiarato che: "L'importante linea di propaganda di Putin secondo cui l'Occidente sostiene l'Ucraina perché vuole solo uccidere tutti i russi sarebbe svanita... se non fosse stato per il costante aiuto della NAFO.".

## Riconoscimenti
La NAFO ha ricevuto moltissimi riconoscimenti da parte soprattutto di politici ucraini, ma non solo. Così, ad esempio, il 28 agosto 2022, il ministero della difesa ucraino ha dimostrato il proprio apprezzamento per la NAFO postando su Twitter un'immagine di missili lanciati e di un "Fella" vestito con un'uniforme da combattimento, le mani sul viso e in una posa di apprezzamento, e nel marzo 2023 lo stesso  il presidente ucraino Volodymyr Zelens'kyj e la piattaforma ufficiale di raccolta fondi del paese, la United24, hanno ringraziato il gruppo per il suo supporto. Oltre a questi, tra le personalità straniere si possono annoverare il già citato ministro degli esteri lituano Gabrielius Landsbergis, nonché il politico statunitense Adam Kinzinger, membro della Camera dei Rappresentanti per lo Stato dell'Illinois dal 2011 al 2023, e il maggior generale statunitense Patrick J. Donahoe.
Il 13 luglio 2023, Kamil Dyszewski, a nome dell'organizzazione, ha ricevuto il premio Stella della diplomazia lituana dal ministero degli affari esteri lituano.

## Gergo
Oltre ai meme, all'interno del movimento si è creato un vocabolario particolare di termini con cui gli aderenti si esprimono in gergo:
- Il termine Article 5 è un'allusione all'Articolo 5 del Trattato Nord Atlantico, sottoscritto dalla NATO. Così, se un fella viene attaccato o si imbatte in un grave episodio di disinformazione, usa l'hashtag #NAFOarticle5 per informare gli altri fellas e ottenere supporto.
- Un bonker o bonk stik, termine derivato dal verbo inglese (to) bonk (ossia "colpire", "spingere"), è qualsiasi tipo di arma (allungata) da colpire o sparare.
- Il termine copium, composto dal verbo inglese (to) cop e da opium (narcotici), si riferisce a un oppiaceo virtuale che viene consumato di fronte a una perdita, a un fallimento o a una sconfitta.
- Un fella (in slang: "ragazzo", "amico") è un membro/utente della NAFO, il cui avatar rappresenta un cane di razza Shiba Inu.
- Il termine Vatnik indica qualcuno che diffonde propaganda o disinformazione russa.
- Il termine Mobik è usato per indicare un coscritto russo arruolato ed è composto dai termini (to) mobilize e Vatnik.
- Il termine tankies è usato per indicare coloro i quali credono pienamente nel sistema politico dell'Unione Sovietica e sostengono e difendono incondizionatamente le azioni dell'Unione Sovietica o della Russia.